# Битка при Абу Кир (1798)
Вижте пояснителната страница за други значения на Битка при Абу Кир.
Битката при Абу Кир (на английски: Battle of Aboukir Bay; на френски: Bataille d'Aboukir), наричана още битка при Нил, е битка между френската и британската флоти по време на Египетската кампания на Наполеон Бонапарт.

## Ход на битката
Решителното сражение протича между 1 и 3 август 1798 г. в Абукирския залив близо до Нил и става кулминация на военните действия в Средиземно море от предходните три месеца, откакто големият френски конвой с експедиционния корпус отплава от Тулон за Александрия. Британците удържат решителна победа и Франция остава на практика без флот, като най-голяма известност придобива унищожаването на френския флагман Orient.